# Jerzy Unolt
Jerzy Saturnin Unolt (ur. 29 listopada 1926 we Lwowie, zm. 12 stycznia 2006) – polski ekonomista, doktor habilitowany, nauczyciel akademicki Akademii Ekonomicznej w Poznaniu.

## Życiorys
Jerzy Unolt urodził się jako syn pracownika państwowego we Lwowie. Wykształcenie zdobywał we Lwowie, Krakowie i Poznaniu. W tajnym nauczaniu kończył gimnazjum. Od 1944 do 1946 pełnił służbę wojskową. W 1946 podjął studia w poznańskiej Akademii Handlowej, późniejszej Akademii Ekonomicznej w Poznaniu, uzyskując w 1951 stopień magistra nauk ekonomicznych. Pracował wówczas jednocześnie w skarbowości. D oświadczenia pracy zawodowej poszerzył o pełnienie funkcji kierowniczych w dużych firmach poznańskich, m.in. w poznańskiej „Polfie”. W 1970 uzyskał stopień doktora nauk ekonomicznych Akademii Ekonomicznej w Poznaniu. W pracy naukowej zajmował się problematyką pracy i płacy. Habilitację uzyskał na podstawie pracy „Kwalifikacje jako czynnik wydajności i jakości pracy w przemyśle”.
Był zaangażowanym społecznikiem. Od 1980 do końca swojego życia działał w uczelnianej „Solidarności”. Uczestniczył również w działalności Towarzystwa im Brata Alberta w Poznaniu wspomagając bezrobotnych i bezdomnych. Lubił przyrodę. Przeszedł wiele pasm górskich, uzyskując Złotą Odznakę GOT.

## Dorobek publikacyjny
Jego dorobek obejmuje ponad pięćdziesiąt pozycji bibliograficznych, m.in.
- Ekonomiczne problemy rynku pracy, Wydawnictwo Śląsk, Katowice, 1999, 138 s. ISBN 83-7164-166-4